# Adam Kleeberger
Pas d'image ? Cliquez ici

a Compétitions nationales et continentales officielles uniquement.

b Matchs officiels uniquement.
Dernière mise à jour le 04 avril 2016.
Adam Roy Kleeberger, né le 2 mars 1984 à Elk Point (Province de l'Alberta, Canada), est un joueur de international canadien de rugby à XV évoluant au poste de troisième ligne aile (1,85 m pour 98 kg). pour l'équipe nationale du Canada.

## Carrière

### En club
- 2009-2010 : Rotherham Titans
- 2010 : Auckland RFU
- 2011-2012 : London Scottish

### En équipe nationale
Il a obtenu sa première cape internationale le 12 novembre 2005 à l'occasion d'un match contre l'équipe de France à Nantes (France) et sa dernière cape le 7 juin 2014 contre l'équipe du Japon à Vancouver (Province de la Colombie-Britannique, Canada).

## Palmarès

### En équipe nationale
- 38 sélections (31 fois titulaire, 7 fois remplaçant)
- 20 points (4 essais)
- Sélections par année : 2 en 2005, 5 en 2006, 4 en 2007, 5 en 2008, 8 en 2009, 5 en 2010, 6 en 2011, 2 en 2013, 1 en 2014

En Coupe du monde :
- 2007 : 1 sélection (Japon)
- 2011 : 4 sélections (Tonga, France, Japon, Nouvelle-Zélande)